# Municipio Urdaneta (Lara)
Urdaneta- se ubica al norte del Estado Lara; Venezuela entre los 10°23’49” y 10°44’20” de latitud norte y los 68°52’38” y 70°20’25” de longitud oeste. Tiene una población de 71.235 habitantes (censo 2018) y posee una superficie de 4.256 km². La capital de este cálido Municipio es Siquisique. En esta población aún se conservan algunos vestigios que quedan de la época de la colonia, como son algunas hermosas casonas coloniales, y una iglesia que data de principios del siglo XIX.

## Historia
Según el Cronista del Municipio Iribarren (Barquisimeto), en el siglo XVI, cuando llegaron los Welsers de Augsburgo a este territorio, la población indígena se dividía en él en tres grandes sectores: los Caquetíos; pueblo numeroso bien organizado, económicamente poderoso, poseedor de un idioma de la familia arawak. Un segundo grupo importante por el número de individuos y territorios ocupados sería el de los Gayones, y un tercer pueblo fue el Ayaman, cuyo territorio traspasa para el siglo XVI el de la jurisdicción barquisimetana, pues empezando al sur en una línea imaginaria trazada desde la población de Río Tocuyo hasta Duaca y pasando por Bobare, se extendía a los actuales Municipios del Estado Falcón; Democracia, Sucre, Federación, Unión, etc.
Hasta finales del siglo XIX el territorio correspondiente a lo que actualmente es este municipio perteneció al estado Falcón.
Dice Ramón Querales que de este pueblo se conservan, vigorosas aún, algunas de sus expresiones culturales: prácticas agrícolas, hábitos de caza, profundos conocimientos de los ciclos climáticos y meteorológicos, prácticas medicinales y uso de las plantas curativas y alimenticias, el Baile de las Turas, el toque de guarura con las manos, como recurso comunicativo, la utilización de la planta Cocuy Agave cocui Trelease, con la ingesta de la cabeza horneada como sabroso manjar nativo, y su utilización en un proceso mestizo de destilación, en zonas como Siquisique, Baragua, Pecaya, y anteriormente en grandes cantidades en los alambiques que existían en Atarigua Vieja para producir el «Yugus 56» o cocuy en Ayaman. Otros grupos de la zona de los que se posee menos información son los Ajaguas, los Chipas de Aroa y los Cuibas.
El héroe epónimo del municipio es el general Rafael Urdaneta, hombre de acrisoladas virtudes, que conjugaba el valor en el campo de batalla con una cultura a toda prueba. En lo que respecta a las memorias del Municipio Urdaneta, en sus gloriosas páginas se conservan los momentos vividos, cuando se enfrentó cerca de la población de Baragüa al intrépido siquisiqueño Juan de los Reyes Vargas, (el Indio), quien para ese entonces peleaba para el bando Realista.
En el territorio del Municipio Urdaneta se vivieron gestas heroicas que han sido silenciadas por la historia, aquí se dio la particularidad de ocurrir el primer combate de nuestra independencia en el Estado Lara y también el último. Batalla ésta, entre El Coronel (Indio) Reyes Vargas ya alistado en el ejército libertador y el Coronel Lorenzo Morillo en Baragüa el 16 de enero de 1822. Éste enfrentamiento ocurrió cuando la suerte de la república ya estaba echada por la victoria del ejército Libertador en la Batalla de Carabobo el año anterior.

## Geografía
Forma parte del sistema Coriano y esta bordeado por el río Tocuyo que, lo atraviesa desde suroeste al noreste. En esta población aún conserva algunos vestigios que quedan de la época de la colonia como son algunas hermosas casonas coloniales y una iglesia que data de principios del siglo XIX.

### Límites
Sus límites son: al norte el Estado Falcón; al Sur los municipios Torres, Iribarren y Crespo; por el Este con el Estado Yaracuy y el Municipio Crespo y al oeste el Municipio Torres y el Estado Falcón; está dividido en cuatro parroquias: Siquisique, San Miguel, Moroturo y Xaguas. Forma parte del Sistema Coriano y está bordeado por el Río Tocuyo que lo atraviesa desde el suroeste al noreste.

### Organización parroquial
1. Parroquia Xaguas (Baragua)
2. Parroquia Siquisique (Siquisique)
3. Parroquia San Miguel  (Aguada Grande)
4. Parroquia Moroturo (Santa Inés)

## Símbolos
Los Símbolos del Municipio Urdaneta están compuestos por: Himno al Municipio Urdaneta, arreglo y letra de Ramón "Honorio" Falcón; una bandera cuyo diseño fue realizado por Marilin Falcón, cuyos colores representan: el Blanco: la Pureza, la inocencia de los Niño Indígena y la Honestidad de los Hombres; el Verde: La tierra, el verdor de los campos y su Agricultura; El Rojo: la Sangre emanada por nosotros y las Cuatro Estrellas Amarillas representan las cuatro parroquias, la de arriba a la Parroquia Xaguas, la del medio la Parroquia San Miguel, la de abajo la Parroquia Moroturo y la del centro a la derecha la Parroquia Siquisique. fue presentada y aprobada  el 26 de Enero del año 2000 en sesión ordinaria N° 04  del Concejo del Municipio Urdaneta.
El escudo del Municipio Urdaneta fue diseñado a partir de las ideas del Sr. Honorio Falcón y plasmado por el pintor popular José Gregorio Figueroa. Fue presentado y aprobado por el Concejo Municipal en 2008, bajo la presidencia de Rodrigo Cristino Rivero. Su diseño incorpora varios símbolos representativos del municipio: un libro abierto que simboliza la sabiduría del pueblo urdanetense, con una pluma que recoge su historia; cuatro estrellas doradas que representan las parroquias Xaguas, San Miguel, Moroturo y Siquisique; una cesta de frutas y hortalizas que refleja la producción agrícola; una mata de maíz a la izquierda como símbolo del cultivo y su relación con el Baile de las Turas, mientras que a la derecha se encuentra un cactus representando el paisaje xerófilo. En la parte central destacan los ríos Baragua y Tocuyo, junto con la mata de cocuiza como referente económico y la vasija de barro como expresión de la artesanía local. El pabellón izquierdo muestra a un indígena de la etnia Ayaman junto a instrumentos del Baile de las Turas, y el pabellón derecho exhibe un chivo y el paisaje natural, reflejando la cría caprina y el desarrollo económico. Finalmente, el escudo incluye una cinta con los colores blanco, verde y rojo, los mismos de la bandera municipal, en la que se destacan las fechas de creación del Distrito Urdaneta, el 16 de mayo de 1881, y del Municipio Urdaneta, el 18 de diciembre de 1993. Este escudo representa la identidad histórica, cultural y económica de la región.